# North Foreland
North Foreland är en udde i Storbritannien. Den ligger i den sydöstra delen av landet, i grevskapet Kent och riksdelen England, 120 km öster om huvudstaden London.
Terrängen inåt land är varierad.  Närmaste större samhälle är Broadstairs, 11,2 km väster om North Foreland. 